# DaVinci Resolve
DaVinci Resolve je postprodukční software vyvíjený a distribuovaný společností Blackmagic Design. Hlavní funkcí je nelineární stříhání, korekce barev, tvorba vizuálních efektů či audio postprodukce. Tento software je bezplatně dostupný, ale s omezenými funkcemi. Placená verze tohoto programu je známá pod názvem DaVinci Resolve Studio.

## Historie
DaVinci Resolve (původně pod názvem da Vinci Resolve) byl poprvé představen v roce 2004 společností da Vinci Systems, jako postprodukční software pro korekci barev. Byl to první korekční systém, který používal paralelní výpočty v běžné počítačové infrastruktuře. Díky tomu byla možná korekce barev v 2K rozlišení v reálném čase. 

### Da Vinci Systems
Vývoj produktu započal s firmou da Vinci Systems, založenou roku 1984 na Floridě, po oddělení od mateřské firmy VTA. Produkt byl určen převážně pro barevnou korekci a restoraci filmu. Roku 1986 byla firma převzata pod Dynatech Corporation a o dva roky později již fungovala jako vlastní entita, jedna z osmi video produkčních firem spadajících pod Dynatech Video Group. 
Roku 1998 se formuje DaVinci Academy jakožto učení v oblasti barevné korekce. Firma byla koupena svým současným vlastníkem, Blackmagic Design, až roku 2009.

### Blackmagic Design
Blackmagic Design je australská firma zaměřená na produkci hardwaru používaného k při audiovizuální produkci a softwarů používaných při postprodukci (DaVinci Resolve a Blackmagic fusion).
Firma byla založena roku 2001 Grantem Pettym a svůj první výrobek, grafickou kartu pro MacOs, uvedla na trh roku 2002. Později se nabídka produktů rozšířila nejen o hardware používaný k audiovizuální produkci jako například digitální filmové kamery a kamery k přímému přenosu, ale i o špičkové postprodukční softwary, které firmě přinesly celosvětový úspěch a zařadily ji mezi jednu ze standardů ve filmovém průmyslu. 

## Vlastnosti
Tento software je dostupný v bezplatné a placené verzi, též zvané DaVinci Resolve Studio. Je k dispozici pro operační systémy Windows, macOS a Linux. Bezplatná verze umožňuje export až do rozlišení UHD (Ultra High Definition) a do 60 FPS (frames per second). Placená verze umožňuje využívat pro dekódování kodeků H.264 a H.265 GPU hardwarovou akceleraci a mj. podporuje navíc některé formáty RAW. Umožňuje také redukci šumu, kterou bezplatná verze neumožňuje.Také umí lépe využívat grafickou kartu.

## Podporované formáty
Davinci Resolve podporuje audio formáty jako MPEG 1/2 Audio Layer 3, AAC, WAVE a další. Podpora různých formátů také záleží na operačním systému na kterém je tento software nainstalovaný. Například Windows a macOS podporují audio formát AAC, ale Linux už ne.

### Video
- AVI, MP4, QuickTime, DNxHD, XAVC

### Data
- XML, EDL, AAF, DCP, MXF, CinemaDNG

### Audio
- AAC, AIFF, WAVE

### Obrázky
- RAW, OpenEXR, TIFF, DPX, R3D, JPEG, JPEG 2000.

### Plug-iny
- OpenFX, VST, AU.

## Layout
Stránky mají několik společných prvků – přístup k hlavnímu roletového menu programu. Layout aplikace je rozdělen do sedmi „stránek“ (pages):

### Media page
Tato stránka je určena pro import zvukového/obrazového materiálu a jeho managementu. Stránka je rozdělena do několika sektorů -
- Media storage browser umožňuje import médií z příslušného zařízení či z pevných disků do projektu
- Viewer umožňuje zobrazení klipů a médií zvolených na této stránce
- Media pool je místo, kde se nachází veškerá média importovaná do projektu, a kde je umožněna jejich organizace
- Metadata editor umožňuje zobrazení a alterace metadat jednotlivých médií
- Audio panel umožňuje zobrazení audia ve dvou formách (Meters a Waveform)

### Cut page
Tato stránka je určena pro rychlejší hrubý střih.
- Media pool  je místo, kde se nachází veškerá média importovaná do projektu, a kde je umožněna jejich organizace
- Viewer umožňuje zobrazení klipů z media pool nebo klipů umístěných na timeline
- Audio meter umožňuje upravovat audio jednotlivých klipů
- Timeline je sekvence médií, které tvoří projekt a zároveň i prostor, kde se tato sekvence zobrazuje

### Edit page
Tato stránka je určena pro preciznější střih.
- Media pool je místo, kde se nachází veškerá média importovaná do projektu, a kde je umožněna jejich organizace
- Effects media browsing nabízí výběr z video či audio přechodů, generátorů a filtrů, které lze použít na zvolená média[5]
- Edit index zobrazuje jednotlivé zásahy do médií ve vybrané timeline
- Viewer zde působí jako dvě okna, jedno slouží k nahlédnutí zdrojů (médií z Media pool) a druhé k zobrazení timeline
- Metadata editor umožňuje zobrazení a alterace metadat jednotlivých médií
- Inspector slouží k přizpůsobení parametrů klipu
- Timeline je sekvence médií, které tvoří projekt a zároveň i prostor, kde se tato sekvence zobrazuje

### Fusion page
Tato stránka je určena pro vizuální postprodukci a efekty, integrace softwaru Fusion Studio, postprodukčního nástroje pro 2D a 3D audiovizuální kompozici
- Viewer umožňuje zobrazení klipů z media pool nebo klipů umístěných na timeline, lze nastavit jedno či obě okna
- Media pool je místo, kde se nachází veškerá média importovaná do projektu, a kde je umožněna jejich organizace
- Toolbar zobrazuje možnosti uzlů a prostředků pro modifikaci jednotlivých efektů.Klíčovým prvkem Fusionu je modulární uzlové rozhraní, kde každý samostatný uzel ovlivňuje konkrétní aspekt implementovaných efektů.[7] Střihač na začátku vychází z jednoduchého grafu o dvou uzlech – vizuálního vstupu, který „teče“ na výstup – a do tohoto grafu může vkládat další uzly, které obraz efektují, modifikují, něco do něj generují, atd. Uzly navíc podporují tzv. masky, pomocí kterých se dá ovládat, kde se ten který efekt má projevit. V nejnovějších verzích byly do Fusion dodány nativní pokročilé funkce jako motion tracking, rotoscoping, chroma keying a další, verze Studio navíc zapojuje modul AI pro superscaling a v plánu je použít AI i na další procesy. Systém uzlů je založen na podobném smyslu jako jsou vrstvy. Uzly se spolu navzájem propojují a reagují na sebe, vrství se a vytvářejí tak požadovanou kompozici[8]
- Timeline je sekvence médií, které tvoří projekt a zároveň i prostor, kde se tato sekvence zobrazuje
- Inspector slouží k přizpůsobení parametrů klipu

### Color page
Tato stránka slouží k barevné korekci videí.
- Viewer umožňuje zobrazení klipů z media pool nebo klipů umístěných na timeline, lze nastavit jedno či obě okna
- Media pool je místo, kde se nachází veškerá média importovaná do projektu, a kde je umožněna jejich organizace
- Toolbar je místo, kde je nacházejí všechny možnosti pro korekci barvy, ale i jasu saturace či šumu ve videu
- Timeline je sekvence médií, které tvoří projekt a zároveň i prostor, kde se tato sekvence zobrazuje
- Inspector slouží k přizpůsobení parametrů klipu

### Fairlight page
Tato stránka je určena pro zvukovou a hudební postprodukci, e integrovaný audio software, který dokáže pracovat až s 2000 stopami v reálném čase. Umožňuje mixovat ve stereu, 5.1 a 7.1. Placená verze podporuje prostorové audio formáty až do 22.2.

### Deliver Page
Tato stránka je určena k Exportu a Renderu videa .Také se v ní dá nastavit např. kvalita videa ,frame rate,formát atd. Dokonce umožňuje přímo po vyrendrování video uploadnout na YouTube kanál.

## Hardware
Následující položky jsou k dispozici jako vyhrazený hardware.
- DaVinci Resolve Editing Keyboard – klávesnice navržená hlavně pro DaVinci Resolve software.
- DaVinci Resolve Advanced Panel / Mini Panel / Micro Panel – k dispozici jsou tři různé velikosti operačních panelů: velký, střední a malý.
- Fairlight PCIe Audio Accelerator – rozšiřující PCIe DSP (Digital Signal Processor) karta, která umožňuje současné přehrávání až 1000 stop.